# 대한민국태권도협회
대한민국태권도협회(大韓民國跆拳道協會, Korea Taekwondo Association, KTA)는 대한민국의 태권도 종목 행정을 총괄하는 스포츠 행정 기구이다. 태권도를 널리 보급하여 국민의 체력 향상과 정신력을 배양함과 동시에 건전하고 명랑한 사회 기풍을 진작하여 국민 체육 발전에 기여할 목적으로, 2004년 10월 28일에 대한민국 문화체육관광부 소관의 사단법인으로 설립 허가된 체육 단체이다. 1961년 9월 16일에 '대한태수도협회'로 창립하였고, 1965년 8월 5일에 '대한태권도협회'로 명칭을 변경했다. 2016년 5월 25일에 전국태권도연합회와 통합하면서 '대한민국태권도협회'로 명칭을 변경했다.

## 주요 사업
- 태권도에 관한 기본 방침의 심의 결정
- 태권도 경기에 대한 대한체육회의 자문에 응하고 기타 관계기관에 대한 건의
- 국제경기대회의 개최 및 참가
- 산하 가맹단체와 지부의 관리 및 감독
- 태권도경기대회의 개최 및 주관
- 태권도 경기 기술의 연구 및 향상
- 태권도 경기자(국가대표급 선수) 양성 및 경기시설에 관한 연구와 설치 및 관리통계
- 태권도에 관한 자료수집 및 조사통계
- 태권도에 관한 선전 계몽
- 태권도에 관한 간행물 발간
- 승품 및 승단 심사 추천
- 전국 유단자 및 유품자 합동수련 실시
- 각 학교 및 도장 단체 교류 수련 실시
- 기타 협회의 목적 달성에 필요한 사업

## 역대 회장
| 대수        | 성명   | 임기                                |
| ----------- | ------ | ----------------------------------- |
| 초대        | 채명신 | 1962년 12월 15일 - 1964년 4월 2일   |
| 2대         | 박종태 | 1964년 4월 3일 - 1965년 1월 14일    |
| 3대         | 최홍희 | 1965년 1월 15일 - 1966년 1월 29일   |
| 4대         | 노병직 | 1966년 1월 30일 - 1967년 1월 29일   |
| 5대 ~ 6대   | 김용채 | 1967년 1월 30일 - 1971년 1월 16일   |
| 7대 ~ 14대  | 김운용 | 1971년 1월 17일 - 1991년 1월 16일   |
| 15대 ~ 16대 | 최세창 | 1991년 1월 17일 - 1996년 1월 25일   |
| 17대 ~ 18대 | 이필곤 | 1996년 1월 26일 - 1998년 11월 2일   |
| 19대 ~ 20대 | 김운용 | 1998년 11월 3일 - 2004년 11월 11일  |
| 21대        | 구천서 | 2002년 2월 5일 - 2004년 1월 14일    |
| 직무대행    | 이규석 | 2004년 1월 29일 - 2004년 2월 26일   |
| 22대 ~ 23대 | 김정길 | 2004년 2월 27일 - 2008년 4월 30일   |
| 24대 ~ 25대 | 홍준표 | 2008년 6월 11일 - 2013년 2월 4일    |
| 26대        | 김태환 | 2013년 2월 5일 ~ 2016년 1월 29일    |
| 27대        | 이승완 | 2016년 2월 29일 ~ 2016년 9월 4일    |
| 28대        | 최창신 | 2016년 11월 28일 ~ 2020년 11월 17일 |
| 29대        | 양진방 | 2021년 1월 19일 ~                   |

## 산하 단체
- 한국초등학교태권도연맹
- 한국중고등학교태권도연맹
- 한국대학태권도연맹
- 한국실업태권도연맹
- 한국여성태권도연맹

## 참고 문헌
- 〈대한민국태권도협회〉. 《두피디아》. 두산.
- 〈대한민국태권도협회〉. 《한국민족문화대백과사전》. 한국학중앙연구원.
- 이경명 (2011). 〈대한민국태권도협회〉. 《태권도 용어정보사전》. 태권도문화연구소.
- 이태신 (2000). 〈대한민국태권도협회〉. 《체육학대사전》. 민중서관.
- 〈대한민국태권도협회〉. 《시사상식사전》. 박문각.
- “대한체육회 회원종목단체 경영공시”. 대한체육회.

## 같이 보기
- 대한민국의 태권도
- 국기원
- 태권도진흥재단
- 전국태권도연합회
- 대한장애인태권도협회